# Mosquero (Nuevo México)
Mosquero es una villa ubicada en el condado de Harding en el estado estadounidense de Nuevo México. En el Censo de 2010 tenía una población de 93 habitantes y una densidad poblacional de 35,98 personas por km².

## Geografía
Mosquero se encuentra ubicada en las coordenadas 35°46′28″N 103°57′16″O / 35.77444, -103.95444. Según la Oficina del Censo de los Estados Unidos, Mosquero tiene una superficie total de 2.58 km², de la cual 2.58 km² corresponden a tierra firme y (0%) 0 km² es agua.

## Demografía
Según el censo de 2010, había 93 personas residiendo en Mosquero. La densidad de población era de 35,98 hab./km². De los 93 habitantes, Mosquero estaba compuesto por el 84.95% blancos, el 0% eran afroamericanos, el 1.08% eran amerindios, el 0% eran asiáticos, el 0% eran isleños del Pacífico, el 12.9% eran de otras razas y el 1.08% pertenecían a dos o más razas. Del total de la población el 56.99% eran hispanos o latinos de cualquier raza.